# Trypogalumnella poronota
Trypogalumnella poronota är en kvalsterart som beskrevs av Sandór Mahunka 1995. Trypogalumnella poronota ingår i släktet Trypogalumnella och familjen Galumnellidae. Inga underarter finns listade i Catalogue of Life.